# Мая Дальквіст
Мая Дальквіст (швед. Maja Dahlqvist) — шведська лижниця, спринтерка, дворазова чемпіонка  світу, призерка чемпіонатів світу,  олімпійська медалістка. 
Золоту медаль світової чемпіонки Дальквіст здобула на світовій першості 2019 року, що проходив у австрійському Зефельді, в командному спринті, де її партнеркою була Стіна Нільссон. Через два роки, в Оберстдорфі, вона повторила свій успіх у парі з Йонною Сундлінг. На чемпіонаті світу 2023 року, в Планиці,  вона була третьою в спринті й, разом з командою, в естафеті.

## Виступи на Олімпійських іграх
| Рік  | Вік | 10 км | Скіатлон 15 км | 30 км мас-старт | Спринт | Естафета 4 × 5 км | Командний спринт |
| ---- | --- | ----- | -------------- | --------------- | ------ | ----------------- | ---------------- |
| 2022 | 27  | —     | —              | —               | Срібло | Бронза            | Срібло           |

## Результати виступів на чемпіонатах світу
| Рік  | Вік | 10 км | Скіатлон 15 км | 30 км мас-старт | Спринт | Естафета 4 × 5 км | Командний спринт |
| ---- | --- | ----- | -------------- | --------------- | ------ | ----------------- | ---------------- |
| 2019 | 24  | —     | —              | —               | 6      | —                 | Золото           |
| 2021 | 26  | 34    | —              | —               | 9      | —                 | Золото           |

## Виноски
1. 1 2 3  Sveriges befolkning 2000 — Sveriges Släktforskarförbund, 2020.
2. ↑  Women's team sprint results